# Sommerliv i Rørvig
|  | Denne artikel er oprettet af botten Steenthbot ud fra en ekstern database. Den kan derfor have sproglige fejl eller mangler. Denne skabelon kan fjernes efter kontrol af indholdet. |

Sommerliv i Rørvig er en dansk dokumentarisk optagelse.

## Handling
Optagelser fra livet i sommerhuset hos komponisten og dirigenten Erik Tuxen (1902-1957) og hans familie. Formentlig fra sidst i 40'erne. Erik Tuxen var flygtning i Sverige fra 43-45. I filmen forekommer en mælkevogn med påskriften "garanteret tuberkelfri mælk". Omkring 1950 var tuberkulose hos kvæg udryddet.

## Medvirkende
- Erik Tuxen